# ユニテ・ダビタシオン
ユニテ・ダビタシオン（仏：Unité d'Habitation）は、建築家ル・コルビュジエが設計した一連の集合住宅。Unité d'Habitationは、フランス語で「住居の統一体」と「住居の単位」の二重の意味を有する。フランスではCité radieuse（輝く都市）の名でも知られ、日本では「ユニテ」とも略される。マルセイユのユニテ・ダビタシオンは、世界遺産「ル・コルビュジエの建築作品-近代建築運動への顕著な貢献-」の構成資産となっている。

## 概要

ユニテ・ダビタシオンの住戸ユニット三層のメゾネット構造で中階から出入りする

輝く都市に代表されるル・コルビュジエの都市計画案を、集合住宅として垂直方向に実現したともいえる建築作品である。1階はピロティとされるとともに、屋上には屋上庭園が設けられている。全体はモデュロールに基づいて設計されており、側面の開口にはブリーズ・ソレイユ（日除け）が設けられ日差しを調整している。工業化・規格化が試行され、鉄筋コンクリートの骨組みにプレハブ化された住戸をはめ込む構造が採用されている。

### マルセイユのユニテ・ダビタシオン

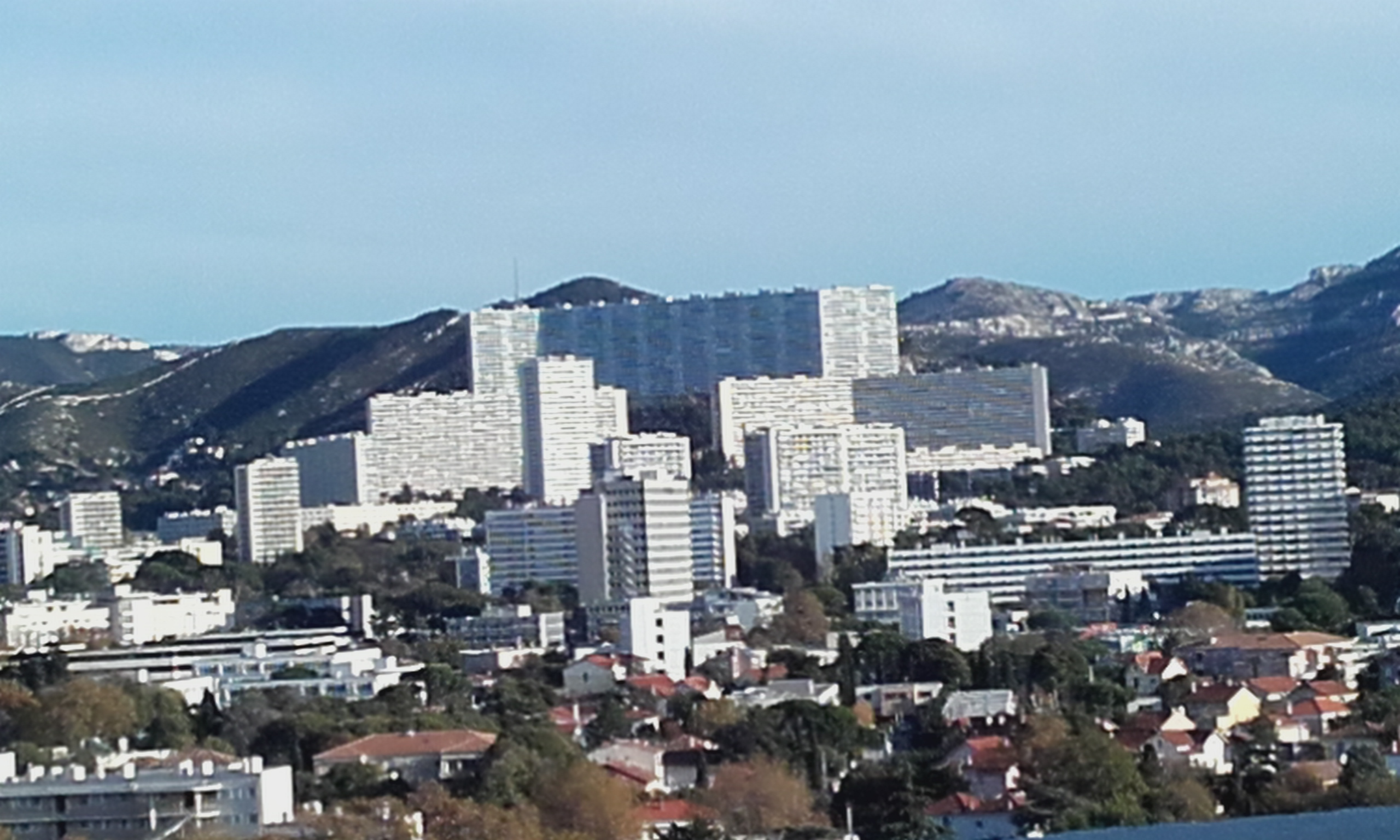
マルセイユのユニテ・ダビタシオン『輝ける街』

ユニテ・ダビタシオンのうちで最も有名なものは、最初に建設されたフランスのマルセイユにあるユニテ・ダビタシオンである。単に「ユニテ・ダビタシオン」といった場合には、マルセイユのユニテ・ダビタシオンを指すこともある。「ユニテ・ダビタシオン・マルセイユ」と表記することもある。1952年建設。
18階建て、全337戸で、最大約1,600人が暮らすことができる巨大な集合住宅。1人向けから4人向けまでの23タイプの多様なユニットが立体的に組み合わされている。住戸はメゾネットで、エレベーターは3階ごとに停止する( 現在は各階に停止)。中間階の7階、8階及び屋上には、共用施設が設けられている。7階、8階には、店舗や郵便局等があり、屋上には保育園、体育館、プール等がある。1961年には3階、4階部分の当時空室だった住居を利用してホテルが開業しており、現在でも、一般客が宿泊することができる。
ピロティはマッシブな造形で、プレキャストコンクリートを多用した打ち放しコンクリートの仕上げも荒々しく、ブルータリズムの傾向が窺える。事前に予約有料でガイド付き内部見学ができる。

### その他のユニテ・ダビタシオン

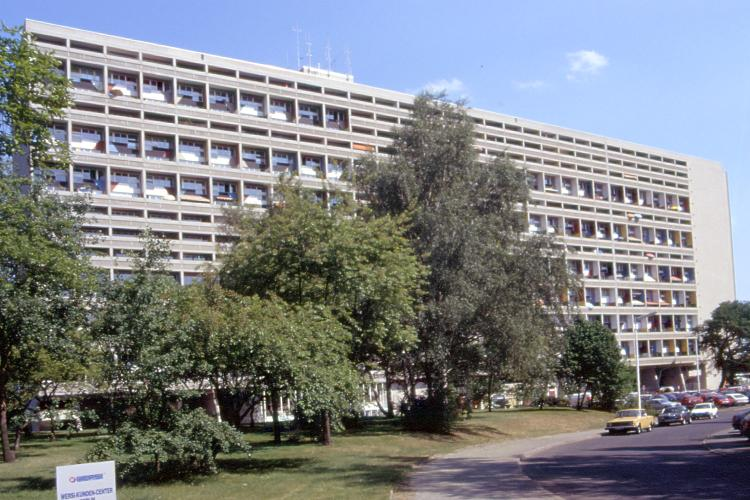
ベルリンのユニテ・ダビタシオン（1957年）

マルセイユに続いて、ルゼ、ブリエ・アン・フォレ、ベルリン（シャルロッテンブルク）、フィルミニの4か所にユニテ・ダビタシオンが建設された。また、実現はしなかったものの、他にも多くのユニテ・ダビタシオンが計画された。しかし、規模、都市計画的意義、モデュロールの厳格な適用などの点で、マルセイユのユニテ・ダビタシオンが最も高く評価されており、その知名度も他を圧倒している。

## ユニテ・ダビタシオンの一覧

### 完成したもの
- 1945年-1952年　マルセイユ Marseille （フランス）
- 1952年　ルゼ（ナント） Rezé, Nantes （フランス）
- 1956年　ブリエ＝アン＝フォレ Briey-en-Forêt （フランス）
- 1957年　ハンザ（ベルリン） Berlin-Hansaviertel, Berlin （ドイツ、ベルリン国際博覧会出展作）
- 1960年　フィルミニ Firminy （フランス）

### 計画案
- 1949年　ポルト・ド・サン＝クル（パリ） Porte de Saint-Cloud, Paris （フランス）
- 1955年　モー Meaux （フランス）
- 1958年　ボエ Boé （フランス）
- 1960年　ブレティニ Brétigny （フランス）
- 1960年　ルシヨン Roussillon （フランス）
- 1960年　トゥール Tours （フランス）
- 1960年　ヴィラクブレー Villacoublay （フランス）

## ユニテ・ダビタシオンを意識した日本国内の建築
東京都中央区晴海にかつて存在した晴海高層アパートは、ル・コルビュジエのもとで学んだ前川國男による設計。ユニテ・ダビタシオンを強く意識した設計が各所に取り入れられていた。
東京都多摩市のUR永山団地4-1-1棟（1971年竣工）はユニテ・ダビタシオンを模した11階建て高層メゾネット集合住宅。
また広島市に存在する、広島市中央公園・市営基町高層アパート（大高正人設計）についても、影響が見られている。